# Configure
Configure é um vocábulo que significa configurar, na língua inglesa. 
No contexto computacional, o comando configure ou ./configure é muito usado em sistemas UNIX, como o Linux, para preparar programas distribuídos em código-fonte para serem compilados pelo gcc ou outros, através do utilitário make.
O configure aparece normalmente associado ao make em todos os sistemas Unix e destina-se facilitar as tarefas de distribuição, compilação e instalação de programas. Durante a execução do utilitário configure, o sistema operativo é analisado de acordo com diretivas especificadas normalmente nos ficheiros Makefile.in e config.h.in. Em função dos componentes encontrados e das versões respectivas, é criado um arquivo Makefile com as instruções de compilação e instalação adequadas para o sistema presente. Por vezes é também gerado um arquivo config.h que é depois incluído pela aplicação durante a compilação.
A Makefile gerada pelo configure é depois utilizada pelo utilitário make para compilar e instalar a aplicação pretendida. 
De uma forma geral, os passos para se instalar uma aplicação através do make são:
```
./configure
make clean (opcional)
make
make install
```

Mais informações podem ser vistas em livros dedicados ao Unix e em tutoriais de compilação de programas.